# Novokoubansk
Novokoubansk (en russe : Новокубанск) est une ville du kraï de Krasnodar, en Russie, et le centre administratif du raïon de Novokoubansk. Sa population s'élevait à 34 968 habitants en 2013.

## Géographie
Novokoubansk est située sur le fleuve Kouban, à 163 km à l'est de Krasnodar et à 14 km au nord d'Armavir.

## Histoire
Novokoubansk est fondée en 1867 par d'anciens soldats qui avaient participé à la guerre du Caucase. En 1936, Novokoubansk devient le centre administratif du raïon de Novokoubansk. Pendant la Seconde Guerre mondiale, la localité est occupée par l'Allemagne nazie du 6 août 1942 au 25 janvier 1943. Le 13 juin 1961, la commune urbaine de Khoutorok (Хуторок) fusionna avec le village (stanitsa) de Novokoubanskoïe (Новокубанское) pour former la commune urbaine de Novokoukansk, qui accéda au statut de ville en 1966.

## Population
Recensements (*) ou estimations de la population
| 1959* | 1970*  | 1979*  | 1989*  |
| ----- | ------ | ------ | ------ |
| 8 603 | 23 904 | 27 146 | 30 201 |

| 2002*  | 2010*  | 2012   | 2013   |
| ------ | ------ | ------ | ------ |
| 35 400 | 34 880 | 34 854 | 34 968 |

## Économie
Novokoubansk est un important carrefour routier et ferroviaire. La ville, qui est entourée par des vignes et des vergers, est le centre local de l'industrie de transformation des produits agricoles. Une eau-de-vie locale est un célèbre produit de l'une des plus grandes caves de la ville. Une usine de traitement de la canne à sucre est située aux environs de Novokoubansk.